# František Zákrejs
František Zákrejs, křtěný František Stanislav (7. května 1839 Liboháj, Polička – 9. června 1907 Náchod), byl úředník, kulturní publicista, dramatik, literární a divadelní kritik a spisovatel.

## Život
S oběma bratry vystudoval gymnázium v Hradci Králové a pak práva na Karlově univerzitě v Praze. Působil v samosprávných službách, nejprve v Poličce jako tajemník okresního zastupitelstva (1865-1872), později byl obecním tajemníkem na Žižkově (1876–1879) a nakonec ředitel okresního výboru v Praze Karlíně.
V roce 1868 se oženil s Brigitou Klimšovou.
Během práce v Poličce se velice aktivně podílel na tamním společenském životě. Hrával v ochotnickém divadle a od prosince 1866 do listopadu 1867 (a krátce i v roce 1872) byl ředitelem i pokladníkem družstva divadelních ochotníků. Zde také napsal řadu divadelních her.
Procestoval celou střední a západní Evropu a díky tomu měl široký rozhled.
V Praze se prosadil zejména jako všestranný literární a divadelní, nesmlouvavý kritik hlavně v časopisu Osvěta, jejímž zásadním mluvčím byl po celá desetiletí a kde vedl rubriku Divadelní rozhledy. Psal i do dalších: Pokrok, Posel z Prahy, Národní bibliotéka, Světozor. Redigoval Ústřední knihovnu, Všeobecnou knihovnu, Posla z Prahy, Národní bibliotéku. Jednalo se o zakladatele spolku Jednota českých dramatických spisovatelů. Patřil mezi obhájce Rukopisů (zelenohorský a královédvorský). V Praze se aktivně zúčastnil společenského života a řadu akcí dokázal zorganizovat.

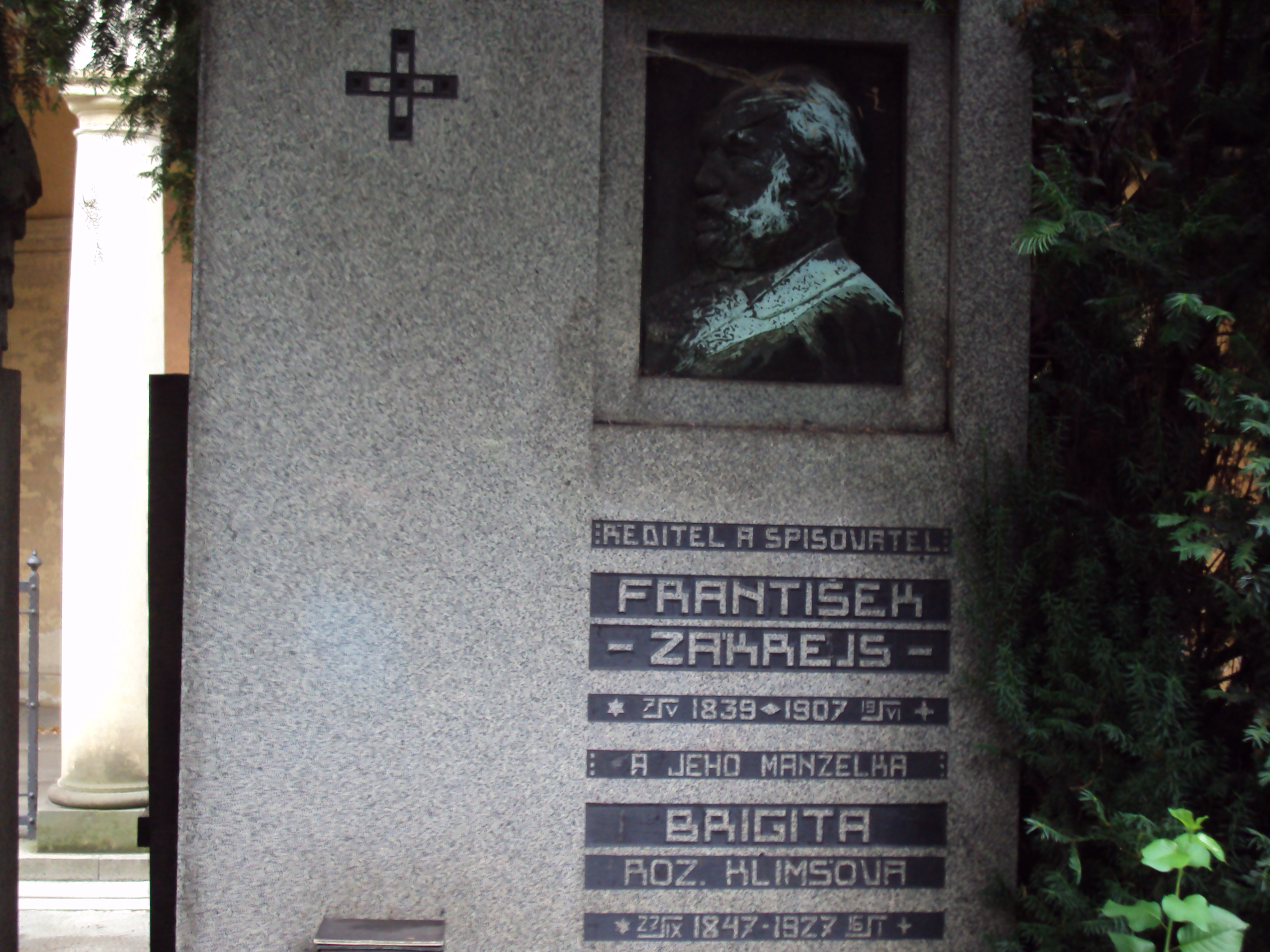
Hrob na Vyšehradě

Zemřel v Náchodě, pohřben byl však v Praze na Vyšehradě. V rodné Poličce je po něm pojmenovaná jedna z ulic a má zde i svou pamětní desku. V Ostravě, části Přívoz, je po něm také pojmenována ulice.

## Divadelní hry
- Anežka, dramatická truchlohra, poprvé hrána 1868
- Národní hospodář (1867), činohra o pěti dějstvích
- Naši vyhráli
- Poděbradovna (1872), truchlohra o pěti jednáních
- Dvé krásných očí (1873), veselohra o pěti dějstvích
- Král svého lidu (1879), truchlohra o pěti dějstvích
- Červenobílá stolistka (1881), veselohra o pěti dějstvích

## Ostatní práce
- Kdo zlé strojí, nechť se zlého bojí (1880), povídka
- Mezinárodní nevěsty-žertovný románek (1882)
- Rukopisy Zelenohorský a Královédvorsky s dodatkem F. Zákrejse (1889)